# Dillinger & Young Gotti II: Tha Saga Continuez...
Dillinger & Young Gotti II: Tha Saga Continuez... – trzeci studyjny album hip-hopowego zespołu Tha Dogg Pound. Został wydany 1 listopada 2005 roku nakładem wytwórni Gangsta Advisory.

## Lista utworów
| Nr | Tytuł                                           | Producent(ci)                                        |
| -- | ----------------------------------------------- | ---------------------------------------------------- |
| 1  | "Tha Saga Continuez..."                         | Daz Dillinger                                        |
| 2  | "DPGC Muzic"                                    | Daz Dillinger & Ivan Johnson                         |
| 3  | "Blast 'Em Up (Skit)"                           | Daz Dillinger                                        |
| 4  | "Cuz I'm a Gangsta"                             | D.J. Xtra Large                                      |
| 5  | "Hittin' Donutz in tha Streetz"                 | Daz Dillinger & Ivan Johnson                         |
| 6  | "Say It"                                        | Daz Dillinger & Ivan Johnson                         |
| 7  | "We Gitt"                                       | Daz Dillinger & Ivan Johnson                         |
| 8  | "U Remind Me..." feat. Men-Nefer                | Daz Dillinger & Soopafly Co-producent - Ivan Johnson |
| 9  | "Make Me a Believer"                            | Daz Dillinger & Ivan Johnson                         |
| 10 | "I Luv When U" feat. Men-Nefer                  | Daz Dillinger & Ivan Johnson                         |
| 11 | "What U Gone Do?"                               | Daz Dillinger & Ivan Johnson                         |
| 12 | "Push Bacc"                                     | L. T. Hutton                                         |
| 13 | "Ride & Creep" feat. D-Sharp                    | D.J. Xtra Large                                      |
| 14 | "Feels Good to Be a Dogg Pound Gangsta (Outro)" | Daz Dillinger & Ivan Johnson                         |